# Ваагн
Ваа́гн, Вахагн (арм. Վահագն) — в древнеармянской мифологии бог огня, войны и бури, герой-змееборец, также громовержец, армянский аналог индоевропейского бога-громовержца.
Впервые упомянут в историко-эпическом сочинении V века «Бузандаран патмутюнк». Наиболее подробно о нём пишет Мовсес Хоренаци в своей «Истории Армении».
Культ Ваагна получил распространение в армянском неоязычестве.

## Происхождение имени
Имя Ваагн иранского происхождения, заимствовано из парфянского *Varhragn, родственного авест. Vərəθraγna «Веретрагна», др.-инд. Vŗtrahan «убийца Вритры» (эпитет Индры).

## Описание
Единственным источником о Ваагне остаётся «История Армении» Мовсеса Хоренаци, в которой он рассказал, что сказания о Ваагне исполнялись под музыкальное сопровождение:
Мы собственными ушами слышали пение этой (песни) в сопровождении пандирна. Далее в песне сказывалось, что Вахагн сражался с драконами и победил их, и приписывались ему некоторые подвиги, очень похожие на Геракловы. Говорят также, что он обожествлен: в Иверской стране почитали жертвоприношениями его статую, сделанную в рост
.
В святилище на горе Немруд в Коммагене (Заевфратье), южнее Малатии, он назван Артагнесом и идентифицирован с Гераклом, так же, как и у Фавстоса Бузанда.

### Языческий гимн
Историк Мовсес Хоренаци написал о старинной песне в честь мифологического персонажа Ваагна с описанием его рождения и некоторых черт внешности.

#### Перевод
Небеса и Земля были в муках родин,

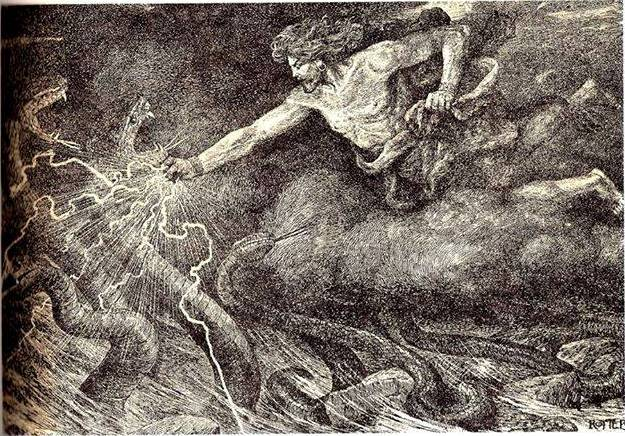
Ваагн-драконоборец, картина советского художника Иосифа Роттера

Морей багрянец был в страдании родин,

Из воды возник алый тростник,

Из горла его дым возник,

Из горла его пламень возник,

Из того огня младенец возник,

И были его власы из огня,

Была его брада из огня,

И, как солнце, был прекрасен лик.

#### Арм. текст
Երկնէր երկին, երկնէր երկիր,

Երկնէր և ծովն ծիրանի.

Երկն ի ծովուն ունէր և զկարմրիկն եղեգնիկ.

Ընդ եղեգան փող ծուխ ելանէր,

Ընդ եղեգան փող բոց ելանէր,

Եւ ի բոցոյն վազէր խարտեաշ պատանեկիկ.

Նա հուր հեր ունէր,

Բոց ունէր մօրուս,

Եւ աչքունքն էին արեգակունք

## Образ Ваагна в искусстве

### Памятники, посвящённые Ваагну
- Одним из самых древних памятников является Святилище на горе Немрут, посвящённое Ваагну и другим богам армянского язычества.
- Ваагн-драконоборец — скульптура, созданная армянским скульптором Карленом Нориджаняном в 1969 году.

### В литературе
Ваагну посвящено стихотворение Даниэла Варужана «Ваагн».